# Anything Can Happen in the Next Half Hour...
Anything Can Happen in the Next Half Hour... è il terzo singolo del gruppo musicale britannico Enter Shikari, estratto dal loro album di debutto Take to the Skies e pubblicato il 18 febbraio 2007 per il download digitale. Il 5 marzo seguente sono stati invece pubblicati i formati CD e vinile del singolo, contenenti le due B-side Kickin' Back on the Surface of Your Cheek e Keep It on Ice (poi inserite nella raccolta The Zone e pubblicate in un disco singolo promozionale).

## Descrizione
La versione del brano contenuta nel singolo è quella presente nel primo album della band Take to the Skies, ma precedentemente era già stata pubblicata una prima versione nell'EP omonimo del 2004. Il titolo è tratto da una famosa frase detta nella serie televisiva per bambini Stingray.

## Video musicale
Per il singolo sono stati realizzati due video musicali, di cui uno definito "temporaneo", per colmare l'attesa della realizzazione di quello ufficiale. Il primo video è la registrazione di un'esibizione dal vivo della band filmata da Lawrence Hardy per la Manifesto Films ed editata da Alex Smith, mentre il secondo è stato filmato sempre da Lawrence Hardy nel bosco sul retro della sua abitazione nel gennaio 2007.

## Tracce
Testi di Rou Reynolds, musiche degli Enter Shikari.
Download digitale
1. Anything Can Happen in the Next Half Hour... – 4:40

CD, EP digitale
1. Anything Can Happen in the Next Half Hour... – 4:40
2. Kickin' Back on the Surface of Your Cheek – 3:50
3. Keep It on Ice – 2:51

Vinile 7"
Lato A
1. Anything Can Happen in the Next Half Hour... – 4:40

Lato B
1. Kickin' Back on the Surface of Your Cheek – 3:50

## Formazione
- Rou Reynolds – voce, tastiera, sintetizzatore, programmazione
- Rory Clewlow – chitarra, voce secondaria
- Chris Batten – basso, voce secondaria
- Rob Rolfe – batteria, percussioni

## Classifiche
| Classifica (2007)          | Posizione massima |
| -------------------------- | ----------------- |
| Giappone                   | 173               |
| Regno Unito                | 27                |
| Regno Unito (downloads)    | 58                |
| Regno Unito (physical)     | 15                |
| Regno Unito (independent)  | 1                 |
| Regno Unito (rock & metal) | 1                 |